# Tone Bekkestad
Tone Bekkestad, född 21 juli 1970 i Geilo i Buskerud fylke i Norge, är en norsk meteorolog och tidigare väderpresentatör på TV4.

## Biografi
Bekkestad är utbildad meteorolog från universitetet i Bergen i Norge och universitetet i Calgary i Kanada. Hon var under många år bosatt på Lidingö i Stockholms län.
Innan Bekkestad fick arbete som meteorolog arbetade hon för ett företag som sålde avancerad vädergrafik till stora TV-kanaler i världen. Bekkestad kom till TV4 sommaren 1999 och 2000 började hon arbeta som väderchef där.
Efter att ha förekommit på en utvikningsbild i tidningen Slitz sommaren 2006 blev hon tillfälligt avstängd från TV4, men efter protester från tittarna var hon snart tillbaka. Ett halvår senare uppgavs att hon själv skulle ha sagt upp sig, vilket dementerades av Bekkestad. Hon arbetade kvar fram till den 24 augusti 2011 då hon gjorde sin sista väderpresentation i TV4.
Kort därefter flyttade hon tillbaka till Norge. I mitten av 2010-talet bosatte hon sig i närheten av Oslo med sin sambo. Hon har där arbetat som föredragshållare, moderator och kursledare i videoteknik.
Hon medverkade 2006 i TV-programmet Let's Dance.